# Dos (pel·lícula)
Dos és una pel·lícula de suspens espanyola de 2021 dirigida per Mar Targarona a partir d'un guió de Christian Molina, Cuca Canals i Mike Hostenchy. Protagonitzada per Marina Gatell i Pablo Derqui en els papers principals, va ser afegida al catàleg de la plataforma Netflix al desembre de 2021.

## Sinopsi
David (Pablo Derqui) i Sara (Marina Gatell) són dos desconeguts que desperten en una estranya habitació, nus i units per l'abdomen. Tractant de mantenir la calma, comencen a planejar una manera de separar-se, però quan descobreixen qui està darrere aquest macabre acte, les coses es posen encara més inquietants.

## Repartiment
- Marina Gatell és Sara
- Pablo Derqui és David
- Esteban Galilea és Mario
- Anna Chincho Serrano és Rita
- Kándido Uranga és Óscar

## Recepció
La pel·lícula ha collit ressenyes mixtes. Federico Marín de ABC la va qualificar com «una hora de cinema diferent, vistós i amb una gran actuació dels seus dos protagonistes, gairebé monogràfics». Carmen Lobo del diari La Razón afirmó: «La primera parte resulta mucho más perturbadora e inquietante que el tramo final, rebosante de atropellada información […] va afirmar: «La primera part resulta molt més pertorbadora i inquietant que el tram final, curull d'atropellada informació […] Potser Dos és un número que es va quedar una mica curt». La crítica de Javier Ocaña d' El País va ser menys entusiasta: «La idea no és dolenta, però sofreix per un modestíssim aprofitament de l'espai i la tessitura a través de la posada en escena, pel desequilibrat desenvolupament i pels mals diàlegs».